# GCP Applied Technologies
GCP Applied Technologies ist ein US-amerikanisches Chemieunternehmen, das Betonzusatzmittel und Verpackungslacke herstellt.
Es wurde Anfang 2016 von W. R. Grace and Company, ein global agierendes amerikanisches Chemieunternehmen, abgespalten.

## Werke (Auswahl)
GCP besitzt weltweit 65 Werke. Die wichtigsten befinden sich in:
- Chicago, USA
- Mount Pleasant, Tennessee, USA
- Houston, USA
- Santiago Tianguistenco, Mexiko
- Sorocaba, Brasilien
- Hamburg, Deutschland
- Épernon, Frankreich
- Passirana, Italien
- Dubai, Vereinigte Arabische Emirate
- Ezhou, Volksrepublik China
- Bangpoo, Thailand
- Singapur
- Brisbane, Australien